# Astacinga
Astacinga är en kommun i Mexiko.   Den ligger i delstaten Veracruz, i den sydöstra delen av landet, 230 km öster om huvudstaden Mexico City.
Följande samhällen finns i Astacinga:
- Acatitla
- Acuayucan
- Huapango
- Buena Vista
- Comolica
- Cuatipanca
- Moyoapan
- Choapa
- Cuauhtla
- Mexcaltitla
- Xayacatepec
- Tepantla
- Cuauhtzoyuca
- Astocapa
- Lomapa